# تربية إنسانية

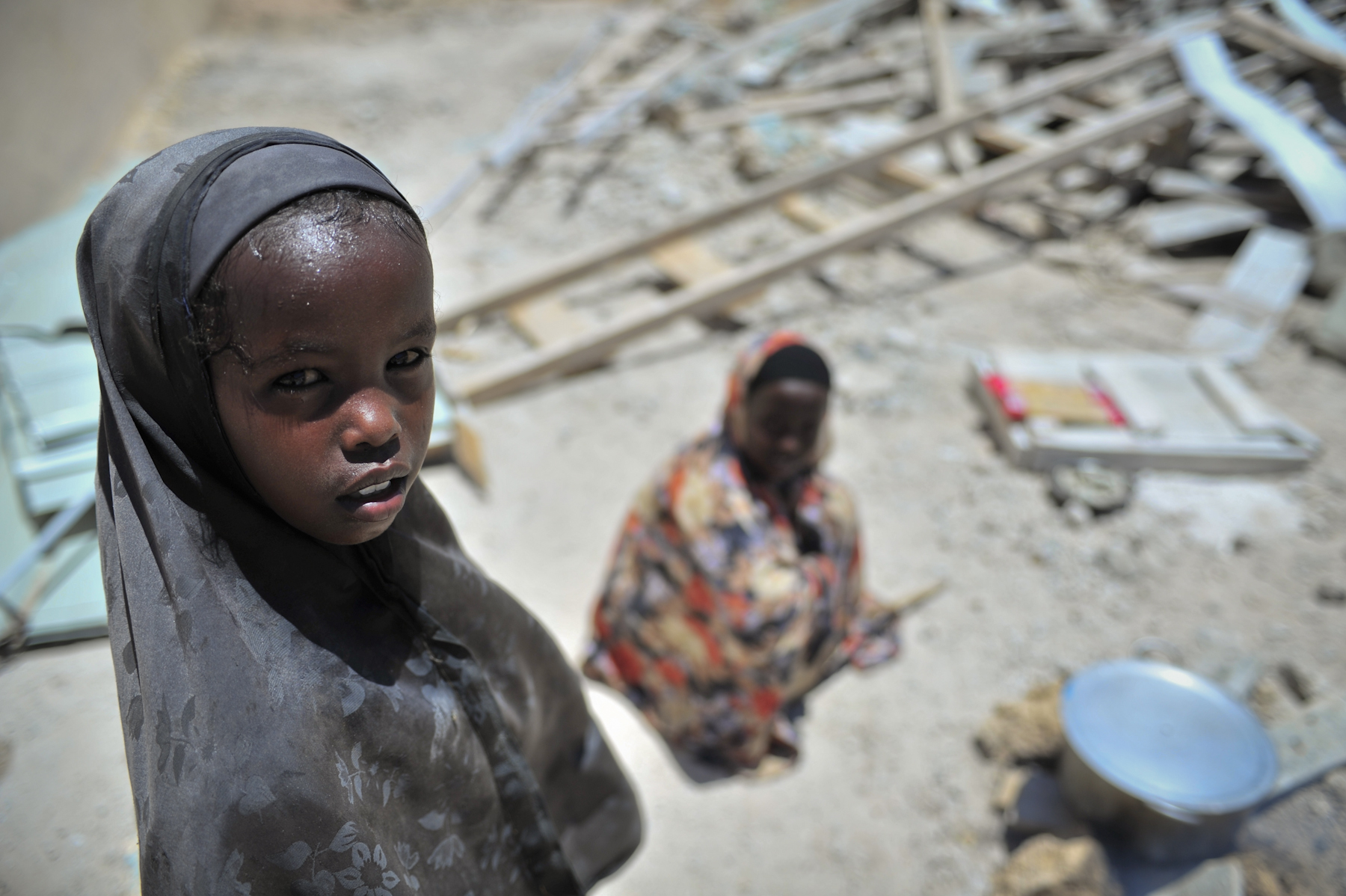
فتاتان تساعدان في تحضير الطعام لبناة يعملون في مدرسة حاج محمود هيلول الابتدائية في منطقة واداجير ، مقديشو.

التربية الإنسانية يدرس مواضيع اجتماعية مختلفة من منظور إنساني. إن الرغبة في تقليل المعاناة وإنقاذ الأرواح والحفاظ على كرامة الإنسان أمر أساسي لفهم التعليم الإنساني. وهي تقوم على افتراض أن لدى الناس رغبة فطرية في مساعدة الآخرين، لذا فهي مهتمة بشكل مركزي بإنسانيتنا المشتركة.